# Antoni Huguet Rovira
Antoni Huguet Rovira   (Banyeres del Penedès, 1916 - Barcelona, 2003) fou un copilot de ral·lis i oficial de cursa català. En fer els cinquanta anys d'activitat dins l'esport de l'automobilisme rebé un homenatge de les escuderies i l'entorn d'aquest esport. També fou guardonat amb la medalla Forjador de la Història Esportiva de Catalunya.

## Trajectòria
Sempre com a copilot de Salvador Fàbregas guanyà diverses curses automobilístiques des de la dècada de 1930 i 1940 -la Barcelona-Saragossa, el Ral·li dels Alps i la Volta a Catalunya- fins al Ral·li de Montecarlo per a veterans (1973).
Amb Salvador Fàbregas i Sebastià Salvadó com a presidents del RACC, participà en l'organització de proves automobilístiques arreu de Catalunya i Espanya (fent-hi d'oficial, proveïdor logístic i d'ajuda), des de curses de Fórmula 1 al Circuit de Montjuïc o el de Catalunya fins a pujades de muntanya, ral·lis, eslàloms o autocròs.